# Gimeux
Gimeux és un municipi francès situat al departament del Charente i a la regió de la Nova Aquitània. L'any 2007 tenia 716 habitants.

## Demografia

### Població
El 2007 la població de fet de Gimeux era de 716 persones. Hi havia 256 famílies de les quals 44 eren unipersonals (20 homes vivint sols i 24 dones vivint soles), 96 parelles sense fills, 92 parelles amb fills i 24 famílies monoparentals amb fills.
La població ha evolucionat segons el següent gràfic:
Habitants censats

### Habitatges
El 2007 hi havia 293 habitatges, 277 eren l'habitatge principal de la família, 5 eren segones residències i 11 estaven desocupats. 292 eren cases i 1 era un apartament. Dels 277 habitatges principals, 240 estaven ocupats pels seus propietaris, 31 estaven llogats i ocupats pels llogaters i 6 estaven cedits a títol gratuït; 6 tenien dues cambres, 17 en tenien tres, 73 en tenien quatre i 181 en tenien cinc o més. 227 habitatges disposaven pel capbaix d'una plaça de pàrquing. A 88 habitatges hi havia un automòbil i a 180 n'hi havia dos o més.

### Piràmide de població
La piràmide de població per edats i sexe el 2009 era:
| Homes | Edats   | Dones |
| ----- | ------- | ----- |
| 0     | 95 o +  | 0     |
| 0     | 90 a 94 | 0     |
| 0     | 85 a 89 | 16    |
| 0     | 80 a 84 | 0     |
| 8     | 75 a 79 | 8     |
| 4     | 70 a 74 | 16    |
| 16    | 65 a 69 | 20    |
| 12    | 60 a 64 | 8     |
| 28    | 55 a 59 | 32    |
| 48    | 50 a 54 | 40    |
| 40    | 45 a 49 | 28    |
| 24    | 40 a 44 | 40    |
| 40    | 35 a 39 | 32    |
| 20    | 30 a 34 | 20    |
| 8     | 25 a 29 | 8     |
| 16    | 20 a 24 | 12    |
| 28    | 15 a 19 | 8     |
| 32    | 10 a 14 | 20    |
| 20    | 5 a 9   | 20    |
| 20    | 0 a 4   | 8     |

## Economia
El 2007 la població en edat de treballar era de 494 persones, 351 eren actives i 143 eren inactives. De les 351 persones actives 321 estaven ocupades (170 homes i 151 dones) i 30 estaven aturades (12 homes i 18 dones). De les 143 persones inactives 72 estaven jubilades, 35 estaven estudiant i 36 estaven classificades com a «altres inactius».

### Ingressos
El 2009 a Gimeux hi havia 281 unitats fiscals que integraven 726 persones, la mediana anual d'ingressos fiscals per persona era de 20.396 €.

### Activitats econòmiques
Dels 10 establiments que hi havia el 2007, 2 eren d'empreses alimentàries, 1 d'una empresa de construcció, 4 d'empreses de comerç i reparació d'automòbils, 1 d'una empresa immobiliària, 1 d'una empresa de serveis i 1 d'una entitat de l'administració pública.
L'únic servei als particulars que hi havia el 2009 era un guixaire pintor.
L'any 2000 a Gimeux hi havia 19 explotacions agrícoles que ocupaven un total de 1.131 hectàrees.

## Equipaments sanitaris i escolars
El 2009 hi havia una escola elemental integrada dins d'un grup escolar amb les comunes properes formant una escola dispersa.

## Poblacions més properes
El següent diagrama mostra les poblacions més properes.